# Agrilus niisatoi
Agrilus niisatoi es una especie de insecto del género Agrilus, familia Buprestidae, orden Coleoptera.
Fue descrita científicamente por Tôyama, en 1987.